# Лерой Чао
Лерой Чао (на английски: Leroy Chiao; на китайски: 焦立中) е американски инженер и астронавт на НАСА, ветеран от 4 космически полета и дълговременен престой в космоса. Командир на Експедиция 10 на МКС.

## Образование
Лерой Чао е завършил колежа Monte Vista High School, Данвил, Калифорния през 1978 г. През 1983 г. получава степен бакалавър по химично инженерство от Калифорнийския университет, Бъркли, окръг Аламида. През 1985 г. става магистър по химично инженерство в университета на Санта Барбара, Калифорния. През 1987 г. става доктор по философия в същото висше училище.

## Служба в НАСА
Лерой Чао е избран за астронавт от НАСА на 13 януари 1990 г., Астронавтска група №13. Той е ветеран от 4 космически полета и командир на МКС, Експедиция 10. Има в актива си 4 космически разходки с обща продължителност 26 часа.

### Полети
| Космически полети на Лерой Чао                      | Космически полети на Лерой Чао | Космически полети на Лерой Чао    | Космически полети на Лерой Чао | Космически полети на Лерой Чао | Космически полети на Лерой Чао       | Космически полети на Лерой Чао |
| №                                                   | Дата                           | КК                                | Емблема на мисията             | Функции                        | Продължителност                      |                                |
| --------------------------------------------------- | ------------------------------ | --------------------------------- | ------------------------------ | ------------------------------ | ------------------------------------ | ------------------------------ |
| 1                                                   | 8 юли 1994                     | „Колумбия“, мисия STS-65          |                                | Специалист на мисията          | 14 денонощия 17 часа 55 мин. 00 сек. |                                |
| 2                                                   | 11 януари 1996                 | „Индевър“, мисия STS-72           |                                | Специалист на мисията          | 8 денонощия 22 часа 01 мин. 47 сек.  |                                |
| 3                                                   | 11 октомври 2000               | „Дискавъри“, мисия STS-92         |                                | Специалист на мисията          | 12 денонощия 21 часа 43 мин. 47 сек. |                                |
| 4                                                   | 14 октомври 2004               | „Союз ТМА-5“, мисия Експедиция 10 |                                | Бординженер, Командир на МКС   | 192 денонощия 19 часа 02 мин.        |                                |
| Сумарно време в космоса – 229 дни 08 часа 41 минути |                                |                                   |                                |                                |                                      |                                |

## Награди
| ЛЕНТА | МЕДАЛ                                           |
|       | Медал на НАСА за отлична служба                 |
|       | Медал на НАСА за участие в космически полет (4) |